# Sol Leyton
Sol Leyton (Santiago, 21 de junio de 1982) es una periodista, realizadora y conductora chilena de televisión. Es conocida por conducir diferentes programas documentales de viajes, tales como: La última Cuba (serie documental de viajes de Canal 13), Islas del mundo (serie documental de viajes en Chilevisión), Namaste, un viaje a la felicidad en el canal 13C, Chile Lindo, Islandia: Tierra de Hielo y Fuego y Adiós Haití por Canal 13.

## Biografía
Estudió Periodismo en la Pontificia Universidad Católica de Chile y tomó cursos de Cine y Fotografía en la Universidad Pompeu Fabra en Barcelona, España.
En 2006 fundó Mandarina Producciones, productora audiovisual. Durante cuatro años fue la conductora y realizadora del programa Ruta Quetzal y desde el 2007 conduce el programa del canal 13C, Chile Lindo. 
Ha entrevistado a diversos artistas, políticos y deportistas chilenos como Elisa Zulueta, Tomás González Sepúlveda y Nicolás Eyzaguirre.
En julio de 2014 fue galardonada con el premio a mejor animadora/conductora en los premios Chile TV Cable.
En mayo de 2015 emitió su programa Islas del Mundo por Chilevisión. El 19 de noviembre de 2016 estrena su programa La última Cuba por Canal 13.
En enero de 2018 estrenó 2 programas por la señal abierta de Canal 13 los que son Islandia por el espacio prime de Sábado de Reportajes, y Adiós Haití que se emite los lunes a las 22:45 horas.